# プッシュ型電子メール
プッシュ型電子メール（プッシュがたでんしメール）は、メール配送エージェント (MDA、一般にメールサーバと呼ぶ）から電子メールクライアント (MUA) に対して、即時かつ能動的に電子メールを転送する方式を指す。プッシュメール、プッシュ型メールともいう。

## ポーリング型電子メールとの比較
ポーリング型電子メール配送プロトコルとしては、Post Office Protocol (POP3) などがある。ログイン時とその後一定間隔で電子メールクライアントがメール配送エージェント（サーバ）に対してポーリングし、新たな電子メールがあるかどうかを調べ、あればそれをユーザーのコンピュータ上のメールボックスにダウンロードする。しかし、送信メールは一般に送信元から直近のメール配送エージェントに「プッシュ」される。このプッシュを配送の最終段階まで拡張する点がプッシュ型電子メールとポーリング型電子メールとの違いである。
メール配送の最終段階でポーリングをよく使う理由は、通常のメール配送エージェントがネットワークに常に接続されているのに対して、電子メールクライアントは必ずしもそうではなく、しかもネットワークアドレスが頻繁に変更されるためである。例えば、Wi-Fi接続するノートパソコンはDHCPサーバから1回きりのアドレスを付与され、ネットワーク名も一定しない。したがってメールサーバに新たな電子メールが到着しても、その転送先となるクライアントのその時点のアドレスは不明である。
Internet Message Access Protocol(IMAP) ではポーリングと通知をサポートしている。クライアントがサーバから通知を受け取ったとき、クライアントはサーバから新たな電子メールをフェッチすることもできる。この場合、クライアントは新たなメッセージデータのダウンロードをするかどうかを選択できるため、純粋なプッシュ型システムよりも柔軟に新たなメッセージを扱える。

## 携帯機器での利用
電子メールは有線システムでまず進化して来た。ただし、常に電源が入った状態で無線でネットワーク接続される携帯機器ではプッシュ型が有効である。
日本では、1999年からiモードメールといった携帯電話の電子メールにプッシュ型を使っている。アジア以外で初めてそのようなサービスを実現したのは、リサーチ・イン・モーションのBlackBerryである。

### BlackBerry
1998年、リサーチ・イン・モーション (RIM) が開始したBlackBerryは、無線電子メールクライアントと従来型の電子メールシステムと接続したBlackBerry Enterprise Server (BES) を使っている。BESは電子メールサーバを監視し、BlackBerryユーザーへ新たなメールが到着するとそのコピーを無線ネットワーク経由でBlackBerryの携帯機器へプッシュする。
BlackBerry Enterprise Serverは企業向けソリューションでサーバを用意する必要がある。個人向けのPUSH型電子メールやメッセンジャーのサービスとしてBlackBerry Internet Service (BIS) もサービスが開始され、通常のPOP、IMAP、GmailやHotmail（Windows Live Hotmail）等Webメールもプッシュ型電子メールが利用できるようになった。これはリサーチ・イン・モーションがBESのASPのような役割を果たしている。
BlackBerry は電子メールの即時受信を提供することで非常に人気を呼んだ。電子メールは到着と同時にユーザーの機器上に現れ、その間ユーザーは何も操作する必要がない。その携帯機器は、ユーザーのメールボックスの持ち運び可能で能動的に更新されるコピーとなっている。BlackBerryが成功した後、他の業者もそれぞれの携帯機器向けプッシュ型電子メールシステムを開発した。例えば、Symbianベースの携帯電話などがある。

### Palm OS
TreoなどのPalmデバイスには、IMAP IDLEコマンドが使えるサードパーティ製ソフトウェアChatterEmailなどが2004年頃には既に存在していた。この場合、サーバ側に追加のソフトウェアは不要である。

### SEVEN
SEVENは、Windows Mobile、BREW、Java MEといった携帯電話向けのプッシュ型電子メールソリューションを提供している。SEVENを使うと、通常の電子メール（OutlookやLotus）、GmailやYahoo! MailやHotmailといった個人用電子メールに300以上の各種携帯機器（ノキア、HTC、サムスン電子、モトローラ、Palmなど）からアクセスできる。また、カレンダーや連絡先情報の双方向同期もサポートしている。

### Nokia Symbian Series 60
ノキアのスマートフォン（Eシリーズと一部のNシリーズ）では、Mail for Exchangeというソフトウェアをサポートしている。これはMicrosoft Exchange ServerのActiveSyncおよびDirectPush 機能と連携可能で、プッシュ型電子メール機能だけでなく、Exchange Server上の連絡先一覧・カレンダー・タスク一覧の同期が可能である。バージョン2以降は、Global Address Lookup機能もサポートしている。

### Windows Mobile
マイクロソフトは、Windows Mobile 5.0でプッシュ型のシミュレーションを提供し、2007年にはWindows Mobile 6.0にDirectPushと名づけた、真のプッシュ型技術を搭載した。DirectPushは、 Microsoft Exchange 2003にサービスパックとして追加された機能であり、AKU2と呼ばれているメッセージングとセキュリティの機能を追加するものである。これによってExchange Serverは、加入者の既存の携帯電話アカウントを使って、機器側からサーバ上の電子メールを取り出す代わりに、Outlookのメッセージング・ディレクトリをWindows Mobile 5の動作する携帯電話にプッシュ出来るようになる。Exchange以外の任意の電子メールプロバイダとの間でもプッシュ型メールを実現出来るよう、emansio からプラグインが提供されている。HotmailやWindows Live Hotmailなどはサポートされ始めている。その他に、Gmailなどともプッシュ型のアクセスが可能になる。

### Android
2008年に登場したAndroidでは、OSのコアアプリケーションとして搭載されているGmailアプリを利用した場合、リアルタイムでプッシュ配信される。GmailのプロトコルはPOP・IMAP双方とも利用が可能となる。またこのプッシュ技術はGoogleカレンダーやGoogleアドレス帳でも応用されている。
Android OS 2.1以降ではMicrosoft ActiveSyncのPush Mailにも対応する。

### Helio Ocean
Helio（携帯電話キャリア）は2007年7月、同社の携帯電話 Helio Ocean のプッシュ型電子メール "ultimate inbox" をサポートした。対象として Yahoo! Mail、Windows Live Hotmail、AIM Mail をサポート。2008年4月23日にはGmailも対象に追加され、POPおよびIMAPサービスのための自動通知も合わせて追加された。

### iPhone
AppleのiPhoneは、2007年のリリース当初からYahoo! Mail（米国YAHOO）を対象とした、プッシュ型電子メールをサポートしていた。アップルの2008年のWorldwide Developers Conferenceで、MobileMeという有料サービスが発表された。電子メールや連絡先、カレンダーなどをサーバに格納し、iPhone、iPod touch、Macintosh、他のPCにそれらの情報をプッシュ出来るものである。バージョン2.0以降のiPhone OSでは、ActiveSyncによるプッシュ型メールにも対応する。

### その他
ソニー・エリクソンのスマートフォン M600, P990, W950, P1, W960, G900, G700 には、IMAP IDLEまたは組み込みのActiveSyncクライアントによるプッシュ型電子メール機能がある。それら以外の機種でも、IMAP IDLE によるプッシュ型電子メールがサポートされている。
また、SEVENのようなプッシュ型電子メール・ソリューションを提供する企業として、NotifyLinkやVisto、Good Technology（モトローラの子会社）などがある。これらのソリューションの特徴は、ネットワークに依存しない点であり、GPRSと電子メールクライアント機能のある携帯機器であれば、GPRSをサポートする任意のネットワークで電子メールをやり取り出来る。また、その機器がSIMロックされていない限り、BlackBerryのようなネットワークロッキング、ベンダロッキング、GPRSローミングチャージといった制約は問題にならないことを意味する。

## NTTドコモ提供のPush通知

### mopera U（ISPでのPush通知）
プッシュ型電子メールを行っているインターネットサービスプロバイダ(ISP)は、携帯電話に対してはiモードやEZwebなど、携帯電話キャリアが行っており、スマートフォンに対しては当初、プッシュ型電子メールが提供されていなかった。しかし後述のspモード導入以前から、NTTドコモではISPにmopera Uを利用する場合に、一部スマートフォンに対してプッシュ型電子メールを提供している。対象機種はM1000やWindowsケータイ（F1100やHT1100等）となる。仕組みはSMSを使い、SMSが着信すると端末がメールサーバを確認するものである。SMSを利用しているため、配送時に圏外や電源オフでも、圏内復帰時にメールが着信する。mopera Uのスタンダードプランと定額データプランの場合に利用できる。

### spモード
NTTドコモでは上述のようにmopera Uを使ったプッシュ型電子メールが提供されてきた。しかし、moperaメールではNTTドコモのキャリアメールである@docomo.ne.jpドメインのメール送受信ができなかった。そのため、2010年9月1日より@docomo.ne.jpでスマートフォンが利用可能になるspモードが提供された。NTTドコモのWindows MobileやAndroid OSのスマートフォンで対応する。

### 法人利用でのPush通知
NTTドコモではmopera Uと同じ仕組みを使ったスマートフォンや携帯電話向けのプッシュ型電子メールシステムを企業向けにも提供している。このシステムを使うと、企業ドメインのメールも、スマートフォンや携帯電話にプッシュで配信する事が可能となる。メールサーバにプッシュエージェントサーバを接続し、これがスマートフォンや携帯電話にメールをプッシュで通知する。NTTドコモではプッシュエージェントサーバとしてMM-QUBEという、メールサーバやWebサーバ機能も有するオールインワンサーバを用意している。なお、このシステムを利用するためには、ビジネスmoperaアクセスProやExCastと呼ばれる、企業とNTTドコモをフレッツ接続等で結ぶCUG構成をとる必要がある。

## 従来型電子メールを使ったエミュレーション
従来型のモバイル電子メールクライアントは頻繁にポーリングを行って電子メール着信を確認する。その際に電子メールをクライアントにダウンロードするかどうかに関わらず、プッシュ型電子メールと似たような機能を提供できる。
IMAP では、任意の時点に通知を多数送信できるが、メッセージデータは送信しない。IDLEコマンドは、クライアントが通知を処理できる状態であることを知らせるのに使われ、結果としてプッシュ型と同じ機能を提供する。

## プロトコル
従来の電子メールとは対照的に、現在よく使われているプロトコルのほとんどは標準化されていない。例えば、BlackBerry はRIMが独自開発したプロトコルを使っている。よりオープンなソリューションを開発する試みとして、Push-IMAP 規格と SyncML 規格（の一部）がある。
IETFがIMAPとSMTPを携帯機器での電子メールシステムにより適した形にした Lemonade Profile というプロファイルがある。これは、IDLEコマンド（RFC 2177）によるクライアント機器への電子メール通知の存在に依存している。IDLEは厳密にはプッシュ型電子メールではないが、ユーザーからの見た目は同じである。

## 製品
- Mozilla Thunderbird[4] オープンソースでクロスプラットフォームの電子メールクライアント
- SeaMonkey[5] オープンソースでクロスプラットフォームのブラウザ/電子メールクライアント
- BlackBerry
- mopera U Pushメール対応のISP
  - M1000 HT1100 F1100 HTC-Z HT-01A HT-02A
T-01A T-01B SC-01B SC-02B SC-01C Xperia SH-10B SH-03C
（mopera U対応機種[T-01A以降はspモードも対象」）
- iPhone
- Microsoft Exchange Server 2003 SP2 以降
- ソニー・エリクソン
- Windows Mobile 6 以降
- Windows Mobile 5.0 と MSFPアップデート(AKU2)以降
- ダートマス大学 BlitzMail
- Funambol オープンソースのプッシュ型電子メールソリューション
- Z-push ActiveSync のオープンソース実装
- Mobile Office アイエニウェア・ソリューションズ社製 (旧製品名：OneBridge)
- Sun Java System Messaging Server version 6.3 以降